# DVD+R DL

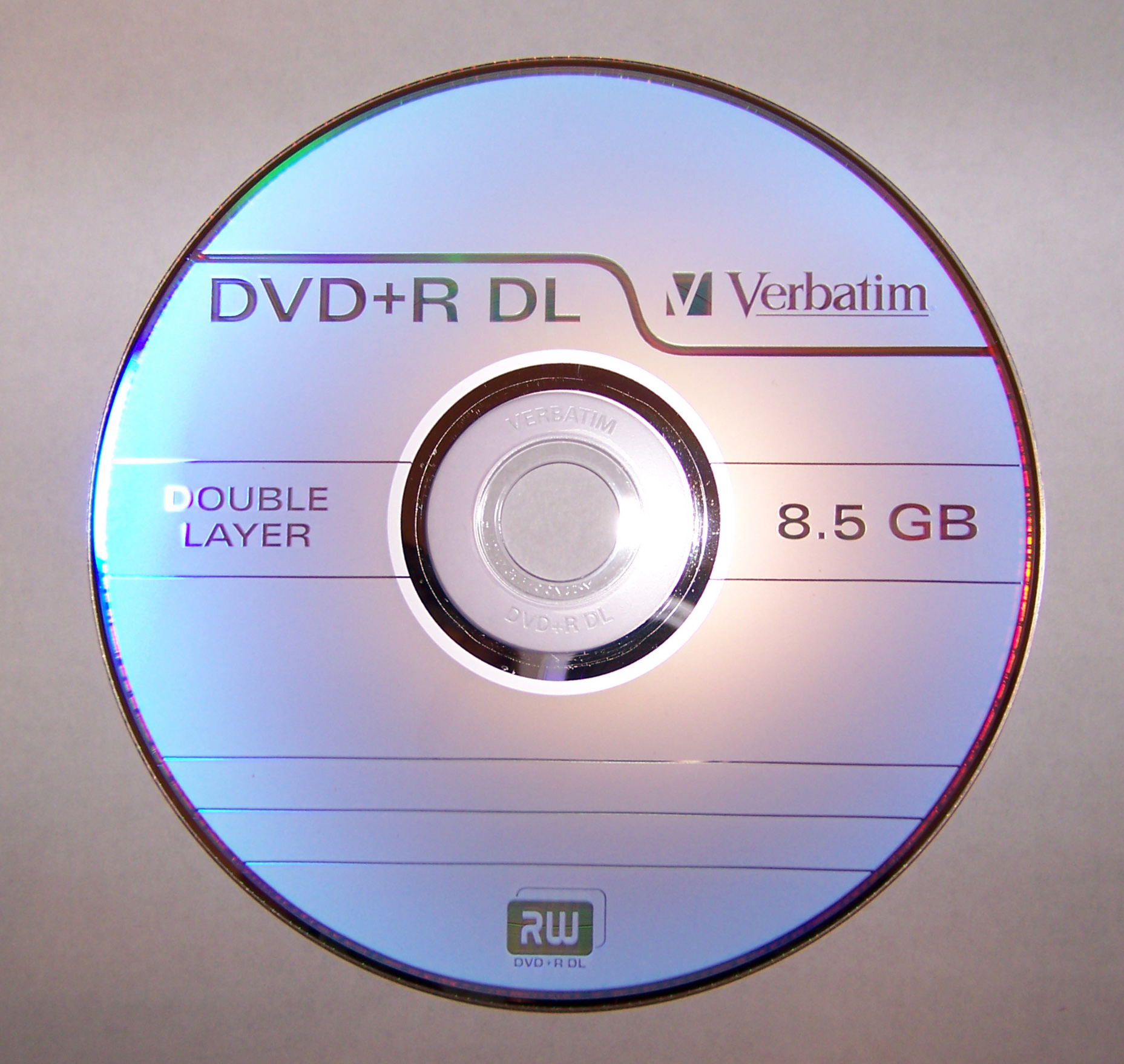

DVD+R DL (DL del inglés "Double Layer", "2 Capas"), también llamado DVD+R8000, es un derivado de DVD+R formato creado por la DVD+RW Alliance y fue introducido en octubre de 2003. Los discos DVD+R DL emplean 
2 capas grabables, cada una con una capacidad cercana a los 4,7 GB, que es la capacidad de un disco DVD con una sola capa, dándole una capacidad total de 8,55 GB (7,66 GiB). Estos discos pueden ser leídos en muchos de los dispositivos DVD (las unidades más antiguas tienen menos capacidad) y solo pueden ser creados usando DVD+R DL y dispositivos Super Multi.
Estos discos aparecen en el mercado a mediados del 2004, con precios comparables a los discos de una sola capa, aunque con capacidades de escritura/lectura menor.
| DVD+R DL            | Capacidad | Capacidad |
| Tamaño físico       | GB        | GiB       |
| ------------------- | --------- | --------- |
| 12 cm, single sided | 8,5       | 7,92      |
| 12 cm, double sided | 17,1      | 15,93     |
| 8 cm, single sided  | 2,6       | 2,42      |
| 8 cm, double sided  | 5,2       | 4,84      |

Una versión regrabable llamada DVD+RW DL fue lanzada posteriormente pero incompatible con los dispositivos DVD existentes.

## Grabación y características

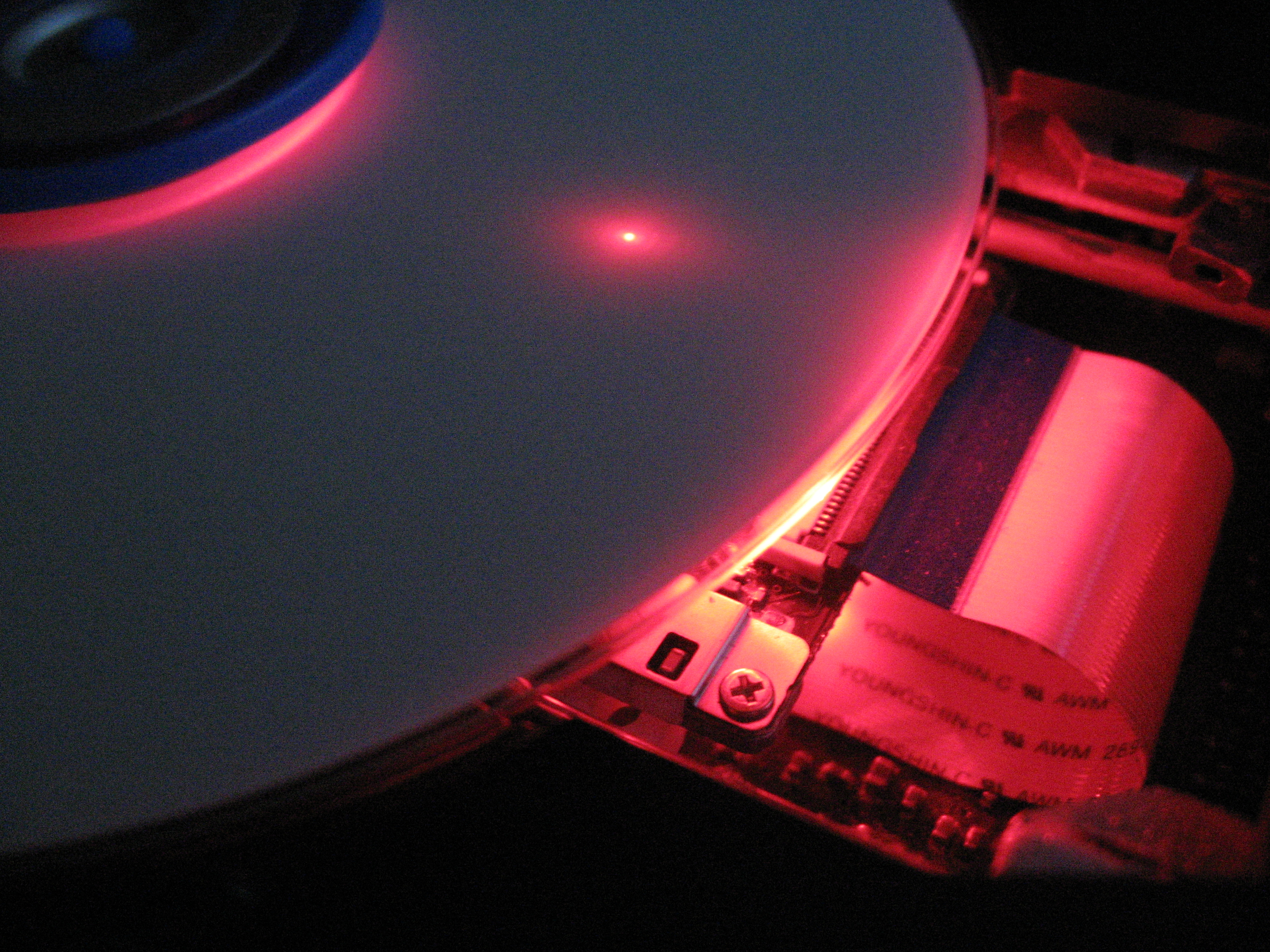
Imagen con referencia al proceso de almacenamiento en un DVD.

La grabación en Doble Capa permite a los discos DVD-R y DVD+R almacenar significativamente más información, cerca de 8,5 GB por disco, comparado con los 4,7 GB de los discos de una sola capa. DVD-R DL fue desarrollado por el DVD Forum de Pioneer Corporation, DVD+R DL fue desarrollado por el DVD+RW Alliance por Philips y Mitsubishi Kagaku Media (MKM).
Un disco de Doble Capa difiere de su contraparte de una capa por emplear una segunda capa física dentro del mismo disco. El dispositivo de Doble Capa tiene la capacidad de acceder a una segunda capa por medio de un láser que atraviesa la primera capa que es semitransparente. El cambio de una capa a otra puede crear una notable pausa en algunos reproductores DVD, la misma que puede ser de algunos segundos. Esto causa que algunas personas piensen que sus discos o reproductores están dañados, lo que ha resultado que muchas empresas coloquen avisos explicando que esta pausa es resultado de la lectura a doble capa.

## Tabla comparativa
La tabla siguiente muestra las capacidades de cuatro de los más comunes discos DVD grabables, excluyendo al DVD-RAM(SL).
| Tipo de disco | Número de sectores por datos (2,048B cada uno) | capacidad en bytes | capacidad en GB | Capacidad en GiB |
| ------------- | ---------------------------------------------- | ------------------ | --------------- | ---------------- |
| DVD-R (SL)    | 2 298 496                                      | 4 707 319 808      | 4,7             | 4,384            |
| DVD+R (SL)    | 2 295 104                                      | 4 700 372 992      | 4,7             | 4,378            |
| DVD-R DL      | 4 171 712                                      | 8 543 666 176      | 8,5             | 7,957            |
| DVD+R DL      | 4 173 824                                      | 8 547 991 552      | 8,5             | 7,961            |